# 阿東町
阿東町（あとうちょう）は、山口県の北東部にあった町。阿武郡に属していた。
2010年（平成22年）1月16日に山口市に編入され消滅した。

## 地理
中国山地に囲まれた山間の複数の集落から成る。町内を阿武川（阿武川本川および支流の蔵目喜川）が貫流し、日本海に向かって注ぐ。標高300m前後で夏も涼しく、冬場には山口県内屈指の豪雪地帯（別名：山口県の北海道）であり、町内には十種ヶ峰スキー場、船平山スキー場がある。

### 隣接していた自治体
- 山口市
- 萩市
- 島根県鹿足郡津和野町
- 島根県鹿足郡吉賀町

## 歴史
- 1955年（昭和30年）4月1日 - 篠生村・生雲村・地福村・徳佐村・嘉年村が合併して阿東町が発足。
- 2010年（平成22年）1月16日 - 山口市に編入。同日阿東町廃止。

### 市町村合併
阿東町はいわゆる「平成の大合併」においては山口市あるいは萩市を始めとする周辺自治体との合併を模索していたが、山口市は防府市・吉敷郡3町（小郡町・阿知須町・秋穂町）及び佐波郡徳地町との合併を、萩市は阿東町を除く阿武郡各町村との合併協議を優先したため、阿東町はいずれの合併の枠組みからも取り残されてしまった。
その後県が県央部における中核市構想として山口市・防府市・阿東町との2市1町での合併の枠組みを示したことにより、先行合併として山口市と阿東町の間で合併協議会が設置された。協議の結果、2010年1月16日に阿東町が山口市に編入合併する（阿東町役場を山口市役所阿東総合支所とする）ことで両市町の間で合意した。

## 行政
- 町長：田中祥隆（任期：平成18年2月28日から、最終代）

### 警察署
- かつては町内に阿東警察署があったが、現在は山口警察署に統合され、その管轄となっている。

### 地名
合併前は阿武郡阿東町大字○○であったが、合併後の地名は山口市阿東○○と読む。

## 経済

### 産業
農業が基幹産業であり、稲作は県内でも有数の地域である（特にコシヒカリ）。また寒冷な土地を生かし、リンゴや梨の栽培も盛んである。リンゴは日本で栽培される最南端の地域で、徳佐を中心とした同町は西日本最大の生産地。

#### 名物・特産品
- 蜂蜜
- 米（コシヒカリが多い）
- リンゴ（地福以北に多い）
- 阿東牛
- 牛乳
- 梨
- 鮎
- トマト
- わさび
- はなっこりー

## 教育
高等学校
- 山口県立徳佐高等学校（2008年山口高校徳佐分校設置に伴い、2010年3月閉校）
- 山口県立山口高等学校徳佐分校（2008年4月開校、2023年募集停止)

中学校
- 山口市立(旧阿東町立)阿東中学校
- 山口市立(旧阿東町立)阿東東中学校

小学校
- 山口市立(旧阿東町立)生雲小学校
- 山口市立(旧阿東町立)さくら小学校
- 山口市立(旧阿東町立)徳佐小学校
- 阿東町立嘉年小学校(廃校)

## 交通
町内を縦断するようにJR山口線と国道9号が走っている。

### 鉄道路線
- 西日本旅客鉄道（JR西日本）
  - 山口線 : 船平山駅 - 徳佐駅 - 鍋倉駅 - 地福駅 - 名草駅 - 三谷駅 - 渡川駅 - 長門峡駅 - 篠目駅

### 路線バス
- 防長交通
- 阿東町福祉バス

### 道路

#### 一般国道
- 国道9号
- 国道315号
- 国道489号

#### 主要地方道
- 山口県道11号萩篠生線
- 山口県道13号萩津和野線

#### 一般県道
- 山口県道293号萩長門峡線
- 山口県道310号迫田篠目停車場線
- 山口県道311号篠目徳佐下線
- 山口県道317号高佐下阿東線
- 山口県道328号福井上蔵目喜線
- 山口県道332号十種ヶ峰線
- 山口県道334号引谷篠目線
- 山口県道344号吉部下篠目線

## 名所・旧跡・観光スポット
- 長門峡
- 道の駅長門峡
- 十種ヶ峰ウッドパーク（オートキャンプ場・スキー場）
- 船平山
- 願成就温泉（道の駅願成就温泉）
- 徳佐しだれざくら - 特に、徳佐八幡宮周辺で見ることができる。
- 船方牧場（観光牧場）
- 蔵目喜（ぞうめき）梨園
- リンゴ狩り
- 釣り堀 - 地福近辺。
- 亀山の宝篋印塔 - 静御前の墓と伝わる。
- SL山口号
- 地福トイトイ(国の重要無形文化財)

## 出身有名人
- 氏原大作（作家）
- 西川一三（日本のスパイ、地福出身）
- 福江俊喜（元山口県労働組合総連合議長、地福出身）
- 桝屋敬悟（公明党衆議院議員、元厚生労働副大臣、育ちは下関市）